# Zivilarbeiter

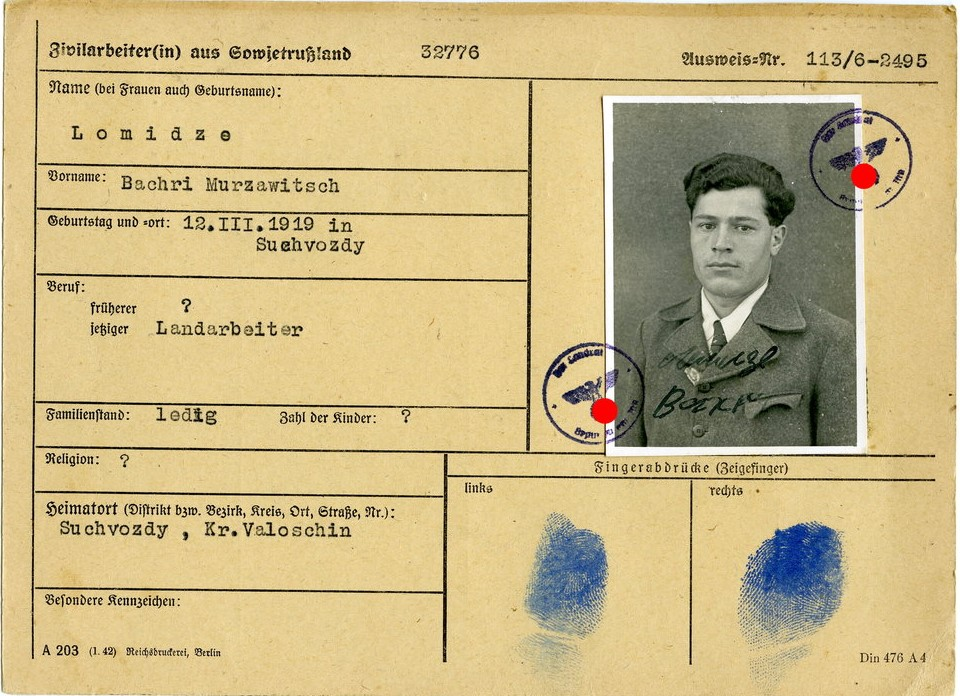
Carte d'identité d'un Zivilarbeiter de l'Union soviétique occupée par les nazis.

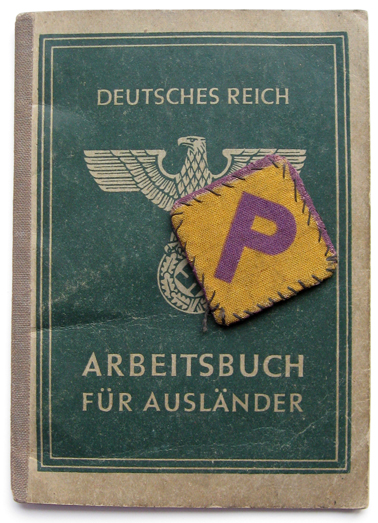
Arbeitsbuch Für Ausländer, pièce d'identité délivrée à un travailleur forcé polonais en 1942 par les Allemands avec une lettre « P » que les Polonais devaient porter pour les distinguer de la population allemande.

Zivilarbeiter (« travailleur civil » en allemand) fait principalement référence aux résidents polonais de souche du gouvernement général (Pologne centrale occupée par les nazis), utilisés pendant la Seconde Guerre mondiale comme travailleurs forcés dans le Troisième Reich.

## Zivilarbeiterpolonais
Les résidents de la Pologne occupée ont été enrôlés sur la base des soi-disant décrets polonais (Polenerlasse) et ont fait l'objet d'une réglementation discriminatoire.
Par rapport aux travailleurs allemands ou aux travailleurs étrangers des pays neutres et alliés de l'Allemagne (Gastarbeitnehmer), les Zivilarbeiters polonais touchaient des salaires beaucoup plus bas et ne pouvaient pas utiliser les commodités telles que les transports publics, ou visiter de nombreux espaces publics et entreprises (par exemple, ne pouvaient pas visiter les services religieux allemands, les piscines ou les restaurants) ; devaient travailler de plus longues heures et se voyaient attribuer des rations alimentaires plus petites ; étaient soumis à un couvre-feu. Les Polonais se voyaient régulièrement refuser des vacances et devaient travailler sept jours par semaine ; ne pouvaient pas se marier entre eux sans permission ; ne pouvaient pas posséder d’argent ni d’objets de valeur : vélos, appareils photo ou même briquets. Ils devaient porter une pièce de tissu, le « P polonais », sur leurs vêtements.
À la fin de 1939, l'Allemagne compte environ 300 000 Zivilarbeiter polonais sur son territoire ; en 1944, leur nombre monte en flèche allant de 1,7 million à 2,8 millions de personnes selon différents comptes (environ 10 % de la population carcérale polonaise occupée). Les Polonais des territoires repris après l'invasion allemande de l'Union soviétique et non inclus dans le gouvernement général (voir Kresy) étaient traités comme des Ostarbeiters.
L'histoire des Zivilarbeiters polonais remonte à octobre 1939, lorsque les autorités allemandes publient un décret introduisant un système de travail obligatoire pour tous les résidents âgés de 18 à 60 ans. En décembre 1939, le système couvre également la tranche d'âge de 14 à 18 ans, avec des peines sévères pour les contrevenants. Les personnes qui ne travaillent pas sont appelées par les autorités locales et envoyées travailler en Allemagne. Le Troisième Reich souffrant d'une pénurie de main-d'œuvre au fil de la guerre, les Polonais n'ayant pas un emploi permanent ou n'étant pas considérés comme nécessaires à l'économie seront déportés en Allemagne. D'autres méthodes furent également utilisées, comme les fameuses rafles, appelées « łapanka » en Pologne. Ceux ne présentant pas de certificat de travail étaient automatiquement envoyés en Allemagne.
La plupart des Zivilarbeiters polonais travaillaient dans l'agriculture, la sylviculture, le jardinage, la pêche, ainsi que dans les transports et l'industrie. Certaines étaient employées comme domestiques. Aucun n'a signé de contrat et leurs horaires de travail étaient déterminés par les employeurs.